# 超音波ボルト軸力計
超音波ボルト軸力計（ちょうおんぱボルトじくりょくけい）とは、超音波を利用してボルトの伸びを測定し、伸びからボルトの軸力を計算する計測機器である。

## 概要
ボルトを締結すると、締結力（軸力）に応じて、ボルトにはわずかな伸びが発生する。このとき、伸びと軸力には弾性域内において正の比例関係が成り立ち、フックの法則を用いて伸びから軸力を計算することが出来る。
超音波ボルト軸力計では、締結前と締結後のボルト全長を超音波で計測することで、ボルトの伸びを測定し、フックの法則から軸力を算出する。
締め付け管理手法にはさまざまな方法が存在するが、超音波ボルト軸力計を利用して、ボルトの伸びから軸力を測定する軸力管理方法が、最も正確な締め付け管理手法の一つである。

## 制約
- 超音波ボルト軸力計では、超音波を用いてボルトの長さを測定するため、ボルトの両端面を平滑に加工する必要がある。
- ボルトの伸びを測定するため、締結済みボルトの軸力は測定することが出来ない。

## 超音波ボルト軸力計メーカー
- ダコタ・ジャパン
- 菱電湘南エレクトロニクス
- 東日製作所